# معصوم مرزوق
معصوم مرزوق هو دبلوماسي وسياسي وكاتب مصري. عمل خلال مسيرته سفيرًا لمصر في أوغندا وفنلندا وإستونيا. عمل قبل حياته السياسية بسلاح الصاعقة في الجيش المصري، وشارك في حرب الاستنزاف وحرب أكتوبر، وحصل علي وسام الشجاعة من الطبقة الأولى. 
شغل منصب مساعد وزير الخارجية المصري، وعمل كدبلوماسي في الإكوادور ونيويورك والأردن.

## مسيرته السياسية
بعد نكسة يونيو 1967 ترك مرزوق دراسة الهندسة ليلتحق بالكلية الحربية بعد أن كان من أوائل الثانوية العامة وقتها ثم شارك من خلال سلاح الصاعقة في حربي الاستنزاف وأكتوبر عام 1973، حصل على ليسانس الحقوق ودبلوم عالي للدراسات الإسلامية، كما حصل مجموعة دراسات في الاستراتيجيات والاقتصاد والفلسفة والأدب المقارن والتاريخ.
تم انتخابه رئيساً لرابطة الدبلوماسيين في الإكوادور عام 1986، وكان أصغر دبلوماسي يتولى هذا المنصب وأول دبلوماسي من خارج أمريكا اللاتينية، كما تولى أيضاً منصب رئيس مجلس إدارة النادي الدبلوماسي المصري عام 2007، أخيراً ظهر كمتحدثاً رسمياً في حملة حمدين صباحي مرشح الرئاسة في سنة 2014.

## حياته الأدبية
أظهر معصوم اهتماماً أدبياً كبيرة خاصة في مرحلة ما بعد العمل العسكري وأصبح عضواً في اتحاد الكتاب المصري، وأصدر حتآ الآن خمسة كتب:
1. مجموعة قصصية بعنوان: "الولوج في دائرة التيه"
2. ورواية بعنوان: " أشجار الصبار "
3. كتاب بعنوان: "صكوك الغفران الأمريكية"
4. كتاب بعنوان: " كلام دبلوماسي"
5. مجموعة قصص قصيرة بعنوان: "حكايات العبيد"

حصل علي الجائزة الأولى أكثر من مرة في مسابقات القصة القصيرة.
كما نشر مقالات في صحف الحياة والشرق الأوسط والدستور والأهرام والأخبار والبيان الإماراتية واللواء العربي في نيويورك، وكذلك مجلات روزاليوسف والدبلوماسي وأكتوبر.

## القبض عليه
في 23 من شهر أغسطس 2018 قامت قوات الشرطة المصرية بإلقاء القبض على السفير معصوم مرزوق، وكان مرزوق قد تعرض قبل القاء القبض عليه إلى هجوم من قبل الإعلام على خلفية إطلاقه مبادرة للخروج من الأزمة الراهنة في مصر على حد تعبيره، ويأتي ذلك بعد إعلانه عبر صفحته على فيسبوك بداية الشهر الجاري عن مبادرة يطالب فيها بإجراء استفتاء شعبي حول استمرار النظام في الحكم من عدمه، وشملت المبادرة خارطة طريق تحتوي على تسعة بنود موجهة إلى الحكام والمحكومين في مصر وتتضمنت المبادرة الدعوة للاحتشاد في ميدان التحرير يوم 31 أغسطس/آب 2018، إن لم يستجب لفكرة الاستفتاء.